# Municipio de Big Spring (Arkansas)
El municipio de Big Spring (en inglés: Big Spring Township) es un municipio ubicado en el condado de Izard en el estado estadounidense de Arkansas. En el año 2010 tenía una población de 246 habitantes y una densidad poblacional de 6,27 personas por km².

## Geografía
El municipio de Big Spring se encuentra ubicado en las coordenadas 36°0′38″N 91°44′13″O / 36.01056, -91.73694. Según la Oficina del Censo de los Estados Unidos, el municipio tiene una superficie total de 39.24 km², de la cual 39,24 km² corresponden a tierra firme y (0 %) 0 km² es agua.

## Demografía
Según el censo de 2010, había 246 personas residiendo en el municipio de Big Spring. La densidad de población era de 6,27 hab./km². De los 246 habitantes, el municipio de Big Spring estaba compuesto por el 99,19 % blancos, el 0,41 % eran amerindios y el 0,41 % eran de una mezcla de razas. Del total de la población el 1,22 % eran hispanos o latinos de cualquier raza.